# Hrasno (Busovača, BiH)
Hrasno je naseljeno mjesto u općini Busovača, Federacija Bosne i Hercegovine, BiH.

## Stanovništvo

### 1991.
Nacionalni sastav stanovništva 1991. godine, bio je sljedeći:
ukupno: 336
- Hrvati - 319
- Srbi - 1
- Jugoslaveni - 14
- ostali, neopredijeljeni i nepoznato - 2

### 2013.
Nacionalni sastav stanovništva 2013. godine, bio je sljedeći:
ukupno: 348
- Hrvati - 330
- Srbi - 12
- Bošnjaci - 4
- ostali, neopredijeljeni i nepoznato - 2